# Pronerice
Pronerice is een geslacht van vlinders van de familie tandvlinders (Notodontidae).

## Soorten
- P. cymantis Schaus, 1906
- P. disjuncta Dognin, 1892
- P. ludecia Schaus, 1939